# Love at First Hate
Love at First Hate (tiếng Thái: Love at First Hate – มารร้ายคู่หมายรัก; RTGS: Love at First Hate – Man Rai Khu Mai Rak) là một bộ phim truyền hình Thái Lan phát sóng năm 2018 với sự tham gia của Yuke Songpaisan (Son) và Worranit Thawornwong (Mook).
Bộ phim được sản xuất bởi GMMTV và On & On Infinity. Đây là một trong mười dự án phim truyền hình cho năm 2018 được GMMTV giới thiệu trong sự kiện "Series X" vào ngày 1 tháng 2 năm 2018. Bộ phim được phát sóng vào 22:00 (ICT), thứ Sáu trên One 31 và phát lại vào 23:00 (ICT) cùng ngày trên LINE TV, bắt đầu từ ngày 14 tháng 9 năm 2018. Bộ phim kết thúc vào ngày 7 tháng 12 năm 2018.
Bộ phim được phát lại vào lúc 21:25 (ICT), thứ Hai và thứ Ba trên GMM 25, bắt đầu từ ngày 30 tháng 4 năm 2019 đến ngày 11 tháng 6 năm 2019.

## Diễn viên
Dưới đây là dàn diễn viên của bộ phim:

### Diễn viên chính
- Yuke Songpaisan (Son) vai Paniti/Bác sĩ Pup
- Worranit Thawornwong (Mook) vai Kluay

### Diễn viên phụ
- Carissa Springett vai Ploy
- Weerayut Chansook (Arm) vai Tawan
- Sivakorn Lertchuchot (Guy) vai Bác sĩ Oh
- Seo Ji Yeon vai Soncha
- Watchara Sukchum (Jennie) vai Joob
- Phakjira Kanrattanasood (Nanan) vai Bác sĩ Mint
- Apasiri Nitibhon (Um) vai Mae Napa
- Thanongsak Suphakan (Nong)
- Prachakorn Piyasakulkaew (Sun) vai Bác sĩ Golf

## Nhạc phim
| Tên bài hát                                           | Thể hiện                             | Ref.  |
| ----------------------------------------------------- | ------------------------------------ | ----- |
| จริงใจหรือแกล้งให้ไหวหวั่น (Jing Jai Reu Klang Hai Wan Wai) | Worranit Thawornwong (Mook)          | [ 8 ] |
| เสียงที่ดังไม่พอ (Sieng Tee Dung Mai Paw)                  | Phurikulkrit Chusakdiskulwibul (Amp) | [ 9 ] |